# Hemecke (Rahmede)
Die Hemecke ist ein 21⁄2 km langer, rechtsseitiger Nebenfluss der Rahmede bei Mühlenrahmede im nordrhein-westfälischen Märkischen Kreis.

## Verlauf
Die Hemecke entspringt einer Quelle auf etwa 387 m ü. NHN ungefähr einen halben Kilometer nordöstlich von Rosmart. Von dort läuft sie anfangs nordwärts, fließt bald verdolt unter dem Einzelwohnplatz Hemecke hindurch, danach wieder offen und später ein längeres Stück unterirdisch. Sobald dieses endet, erfüllt der bisher nur an den Hängen stehende Wald auch den Talgrund.
Nach den ersten zwei Dritteln ihres Laufes wenden sich Tal und Bach nach Westen. Kurz danach beginnt auch zunächst rechtsseits die Bebauung von Mühlenrahmede. Die letzten paar hundert Meter läuft der Bach in einer Verdolung und fließt an deren Ende auf etwa 212 m ü. NHN im Ort von rechts in die Rahmede ein.
Die Hemecke mündet nach 2,4 km langem Lauf mit mittlerem Sohlgefälle von rund 73 ‰ etwa 175 Höhenmeter unterhalb ihrer Quelle nahe Rosmart.
In seinem engen Tal begleitet von Anfang bis Ende die L 694 Rosmart–Mühlenrahmede nahe den Bach.